# Oliver Onions (scrittore)
George Oliver Onions, che firmava i suoi scritti come Oliver Onions (Bradford, 13 novembre 1873 – Aberystwyth, 9 aprile 1961), è stato uno scrittore britannico.

## Biografia
Nato George Frederick Onions (cambiò legalmente il suo nome in George Oliver nel 1918, pur continuando a firmarsi Oliver Onions), nel 1909 sposò la scrittrice Berta Ruck, con la quale ebbe due figli.
Fu illustratore prima di dedicarsi, a partire dal 1900, alla scrittura. Scrisse opere di svariati generi, dal romanzo storico (Poor Man's Tapestry, che gli valse il James Tait Black Memorial Prize nel 1946, Arras of Youth) al poliziesco (A Case in Camera, In Accordance with the Evidence), dalla fantascienza (New Moon, The Tower of Oblivion) al fantasy (A Certain Man, A Shilling to Spend), ma il suo nome resta legato soprattutto alle numerose storie di fantasmi, che spesso hanno risvolti da horror psicologico. L'opera di questo genere più nota è probabilmente il romanzo breve La bella adescatrice (The Beckoning Fair One), inizialmente contenuto nella raccolta Widdershins.
La critica accolse generalmente in maniera assai positiva le opere di Oliver Onions; H. P. Lovecraft al contrario ebbe una opinione negativa delle sue opere.

## Oliver Onions nella cultura di massa
Da La bella adescatrice trasse ispirazione Elio Petri per il suo film Un tranquillo posto di campagna.
Il duo musicale composto da Guido e Maurizio De Angelis utilizzò anche lo pseudonimo Oliver Onions, che rimane quello più noto tra i molti usati, ispirato dallo scrittore britannico e scelto perché le due parole si pronunciano come sono scritte.